# Kap Möbius
Kap Möbius ist ein Kap an der Scott-Küste des ostantarktischen Viktorialands. Es liegt westlich der Campbell-Gletscherzunge, 5 km östlich des Mount Browning, 10 km nordnordöstlich der Mario-Zucchelli-Station und markiert die nordöstliche Begrenzung der Einfahrt zum Gerlache Inlet, einer Nebenbucht der Terra Nova Bay.
Wissenschaftler der deutschen Expedition GANOVEX IV (1984–1985) benannten es nach Richard Möbius, der als Pilot an der Flugmission dieser Forschungsreise beteiligt war. Dabei kam er 1985 auf dem Rückflug aus der Antarktis beim Abschuss des Forschungsflugzeugs Polar 3 in Afrika ums Leben. Eine etwa 30 Kilometer östlich des Kaps gelegene Halbinsel wurde analog als Polar-3-Halbinsel benannt.